# Stadt-Viadukt und Ruhrbrücke Mülheim

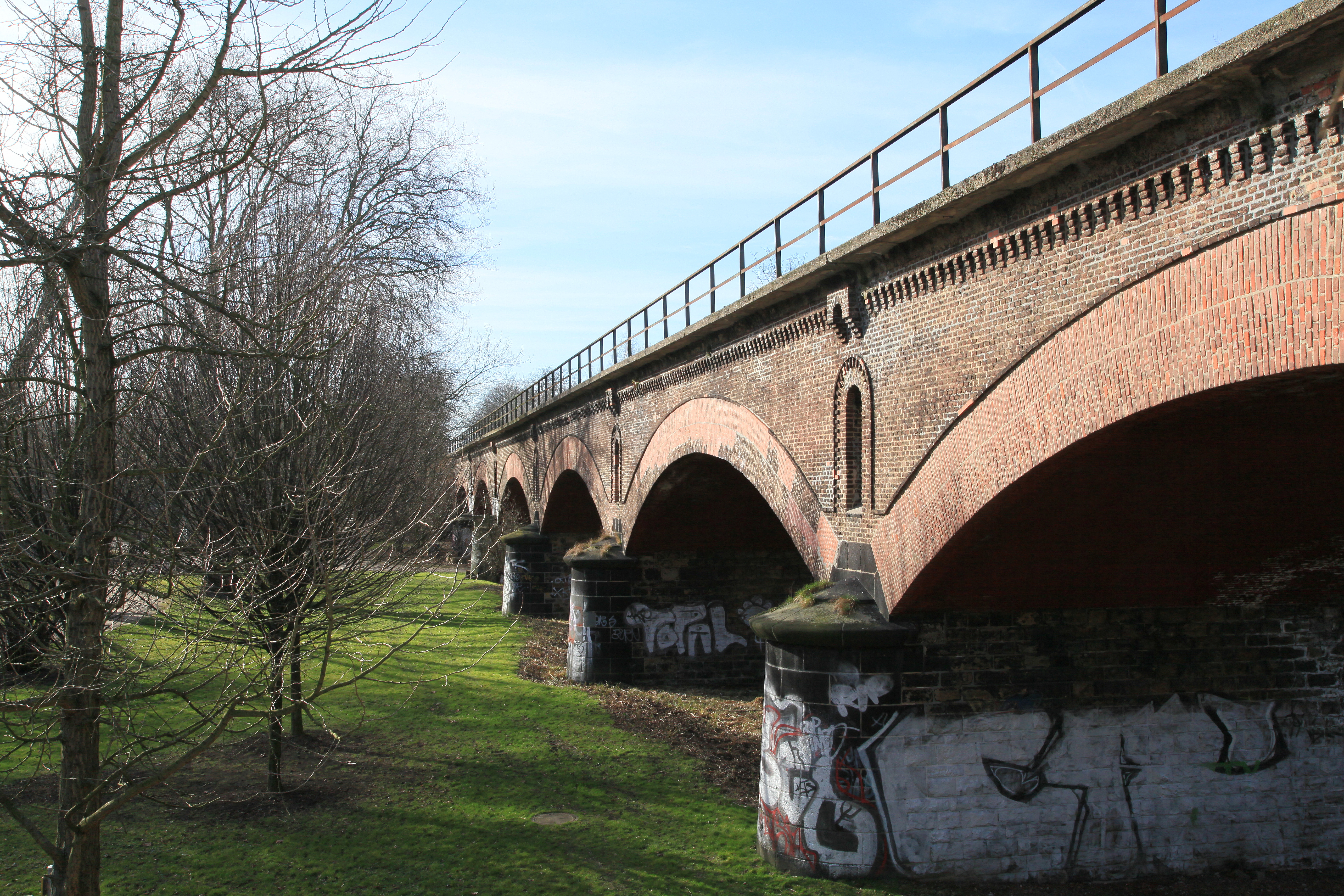
Stadtviadukt vom MüGa-Park aus fotografiert (2015)

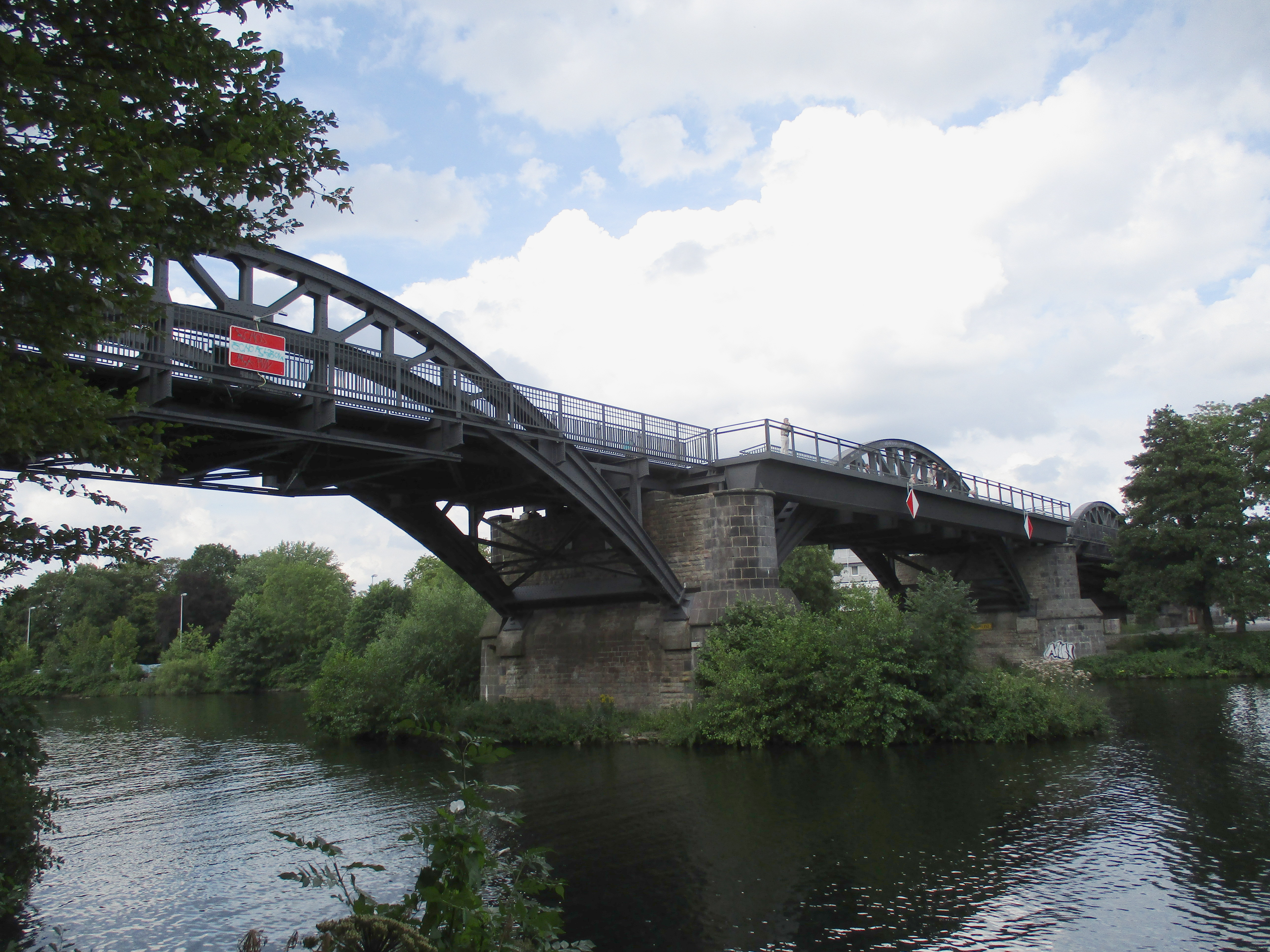
Ruhrbrücke mit Aussichtsplattform (2020)

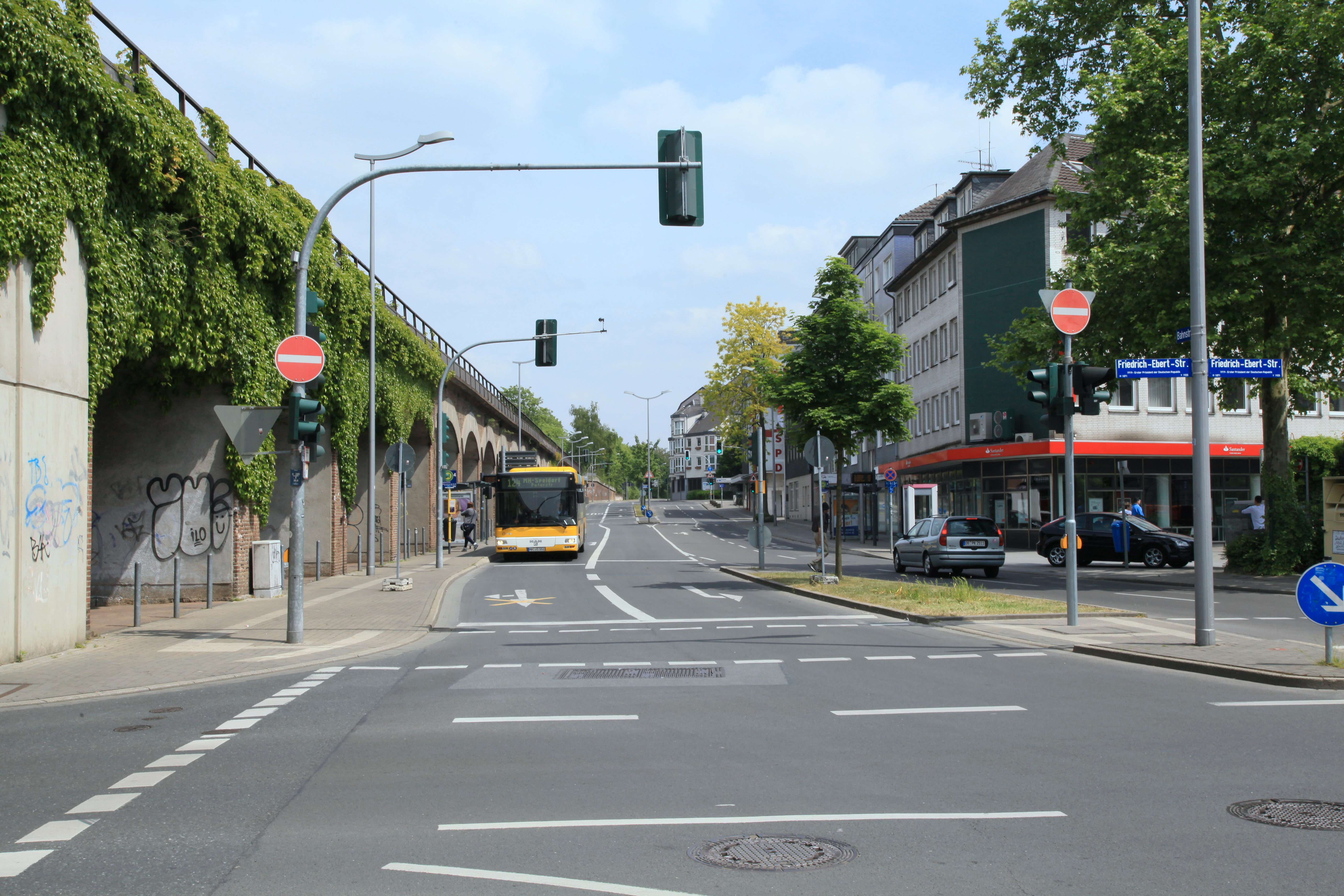
Stadt-Viadukt auf Innenstadtseite an der Bahnstraße (2015)

Der Stadt-Viadukt und die Ruhrbrücke Mülheim sowie die Vorlandbrücke westlich der Ruhr sind ein durchgängiges Bauwerk in Mülheim an der Ruhr, das 1864/65 nach Plänen von Oberbaurat Emil Hermann Hartwich errichtet wurde.

## Geschichte
Die Anlage wurde von der Rheinischen Eisenbahn-Gesellschaft erbaut und war Teil der Bahnstrecke Osterath–Dortmund Süd in Mülheim an der Ruhr. Die Strecke zweigte bei Osterath von der linksniederrheinischen Strecke ab und führte ab 1866 über Mülheim nach Essen, später auch zur Zeche Holland in Wattenscheid (1867) und bis nach Dortmund (1874).
Über die Ruhr spannten zwei Eisenbögen, der dritte über die noch vorhandene Ruhrstraße. Sie wurden nach Vorgaben Hartwichs von der Kölnischen Maschinenbau AG in Bayenthal gefertigt.
Links und rechts des Flusses schließt sich der Stadt-Viadukt an, insgesamt besteht das Bauwerk aus 39 Bögen. Eine Million Ziegelsteine wurden verbaut, der dafür notwendige Mörtel in eigens dafür errichteten Mühlen auf beiden Seiten der Ruhr hergestellt. Die drei Eisenbögen wogen zusammen 500 Tonnen, 6800 Nieten wurden eingeschlagen.
Im Jahre 1926 wurden die drei eisernen Bögen der Brücke, die sich unterhalb der Fahrbahn befanden, durch die heutige Konstruktion ersetzt, die aus drei Paaren von sichel- bzw. gedrückt parabelförmigen Fachwerkbogenträgern besteht. Sie setzen unterhalb der Fahrbahnebene an, durchschneiden diese jedoch und bilden oberhalb flache, langgestreckte Bogensegmente. Im Rahmen des Neubaus wurde auf der Südseite der Brücke auf Kosten der Stadt Mülheim ein Fußgängersteg angebaut, der über Treppentürme auf beiden Seiten der Ruhr zugänglich war.
Die Entwürfe der neuen Bögen stammten von der Reichsbahndirektion Essen, die Ausführung übernahm das Düsseldorfer Stahlbau-Unternehmen Hein, Lehmann & Co.
Am Ende des Zweiten Weltkriegs wurde der mittlere Bogen durch das Militär gesprengt. Die Brücke wurde jedoch bald darauf eingleisig mittels einer Hilfskonstruktion wieder benutzbar gemacht. 1950/50 wurde der Mittelteil durch die Dortmunder Firma August Klönne nach dem alten Vorbild erneuert, jedoch ohne Fußgängersteg; dieser wurde erst 1963 in Form eines stählernen Hohlkastenbalkens ergänzt. 1974 wurden die Treppentürme bis auf den unteren Teil des stadtseitigen Aufgangs abgebrochen; auf der Westseite wurde eine offene Treppenanlage erstellt.
Im Jahre 2002 wurde die Strecke stillgelegt, teilweise sind die Gleise bereits abgebaut.
In den Viaduktbögen im Stadtbereich waren Markthallen, Geschäfte und Lagerräume untergebracht, heute sind sie offengelegt.
Auf der rechten Flussseite sind Rathausmarkt und Rathaus, auf der linken Seite die Mülheimer Gartenschau zu erreichen.
2016 begann der Umbau der Brückenanlage zum Radschnellweg Ruhr bzw. dem sogenannten „Stadtviadukt-Boulevard“. Die Arbeiten wurden im Frühjahr 2019 abgeschlossen und das neue Teilstück bis zur Hochschule Ruhr West am 15. Mai 2019 offiziell eröffnet.

## Bilder

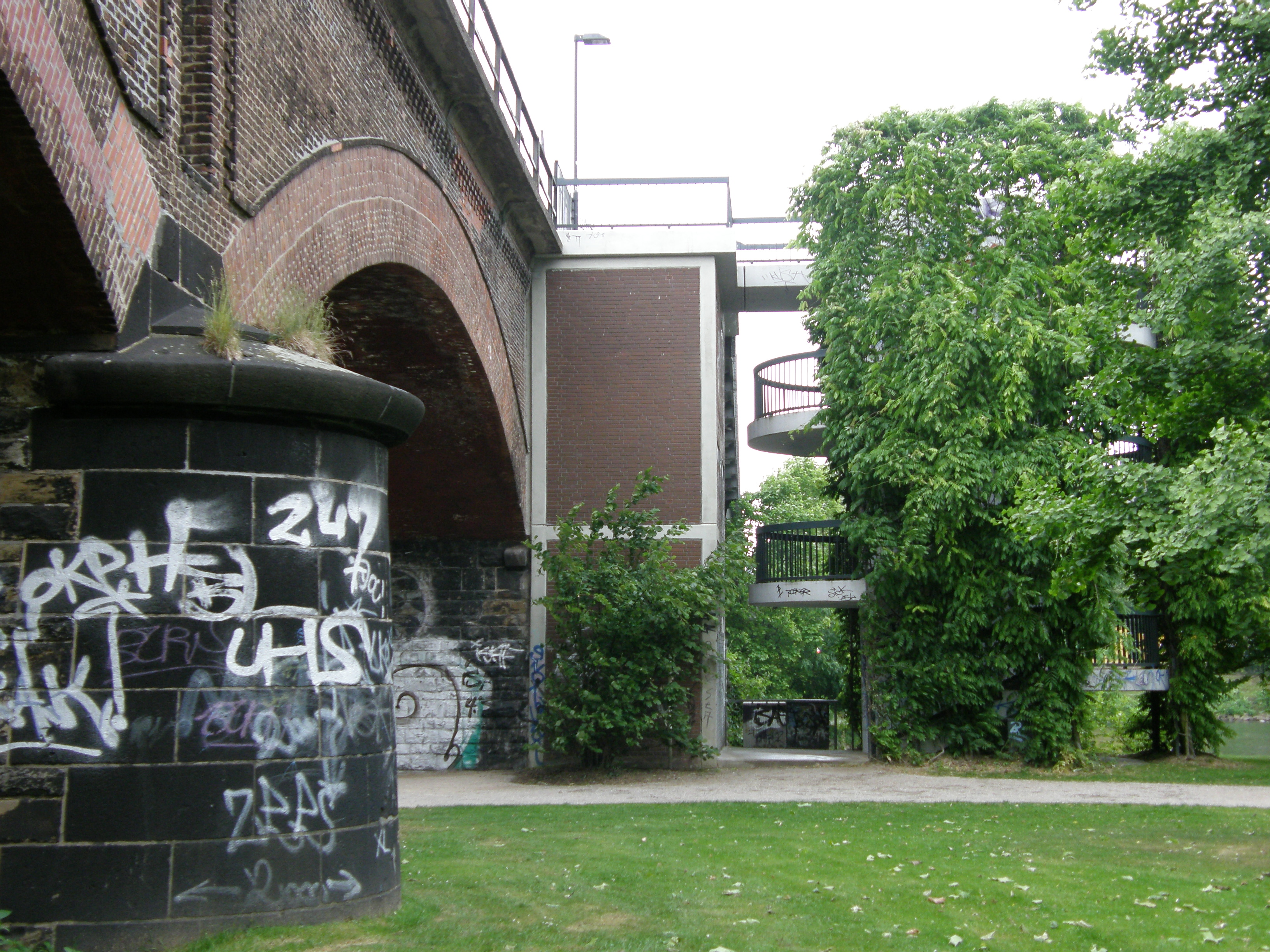
Zugewachsener Aufgang zum Fußgängersteg (2009)
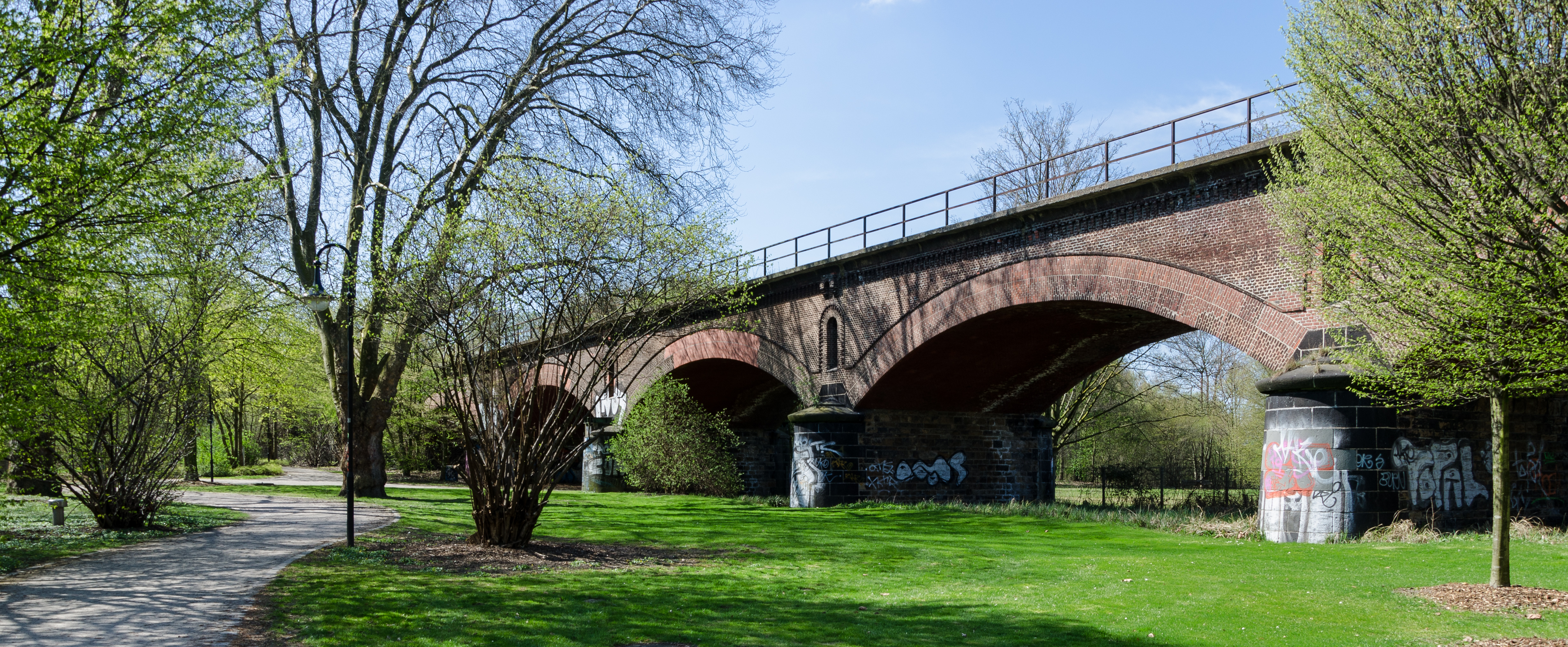
Stadtviadukt vom MüGa-Park aus fotografiert (2013)
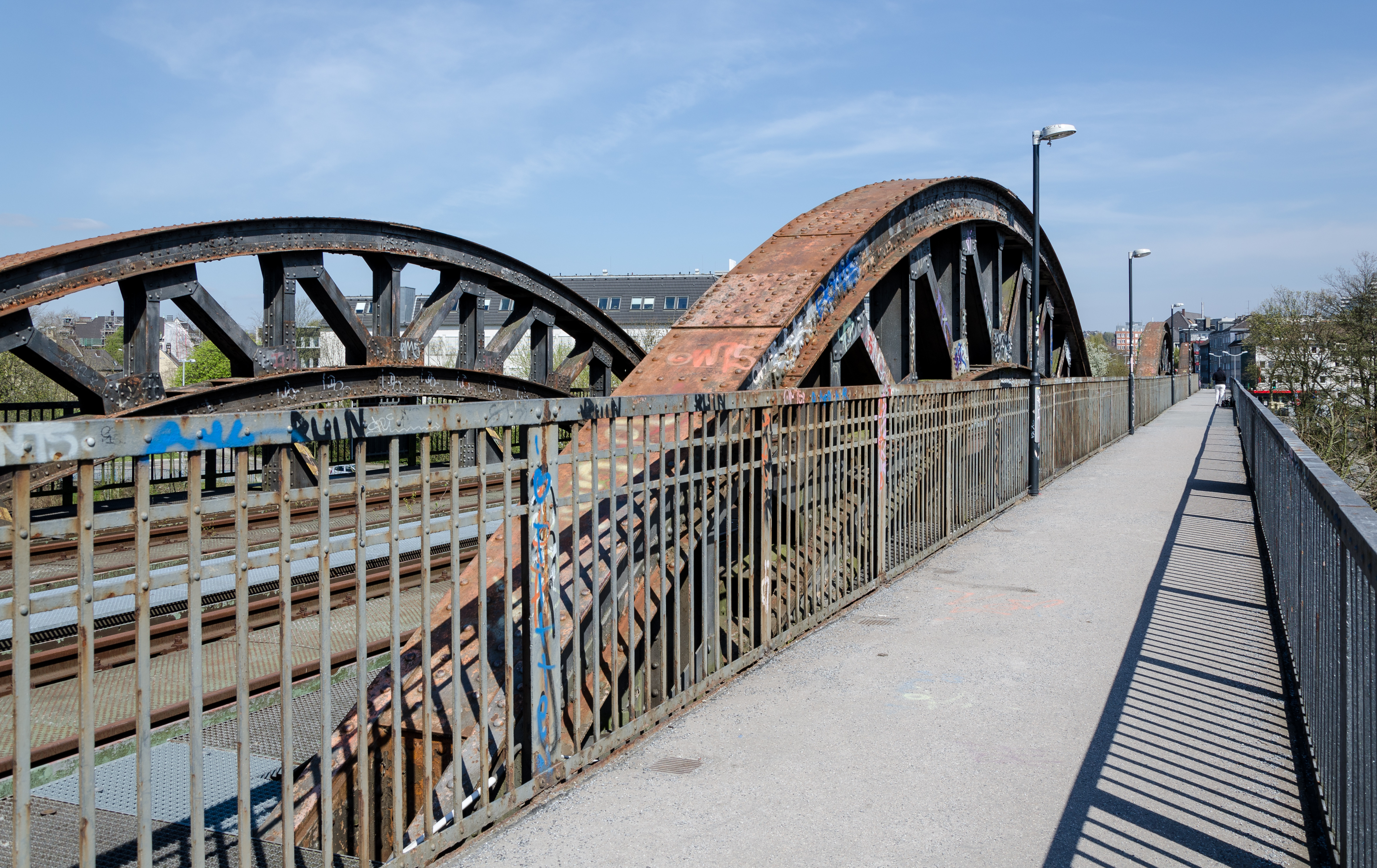
Alte Bahnbrücke vor dem Umbau (2013)
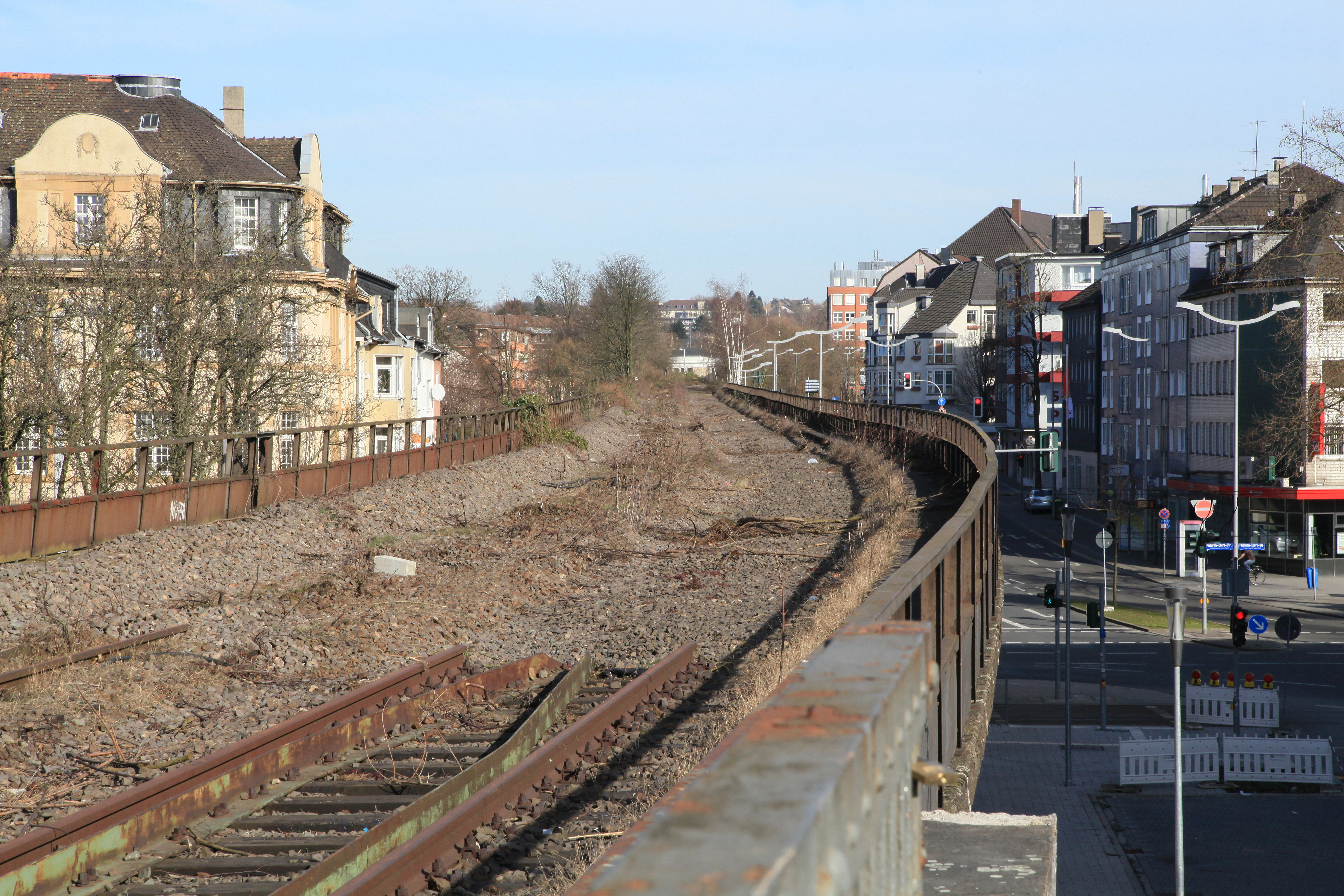
Stadtviadukt vor dem Umbau zum Radschnellweg RS1 (2015)
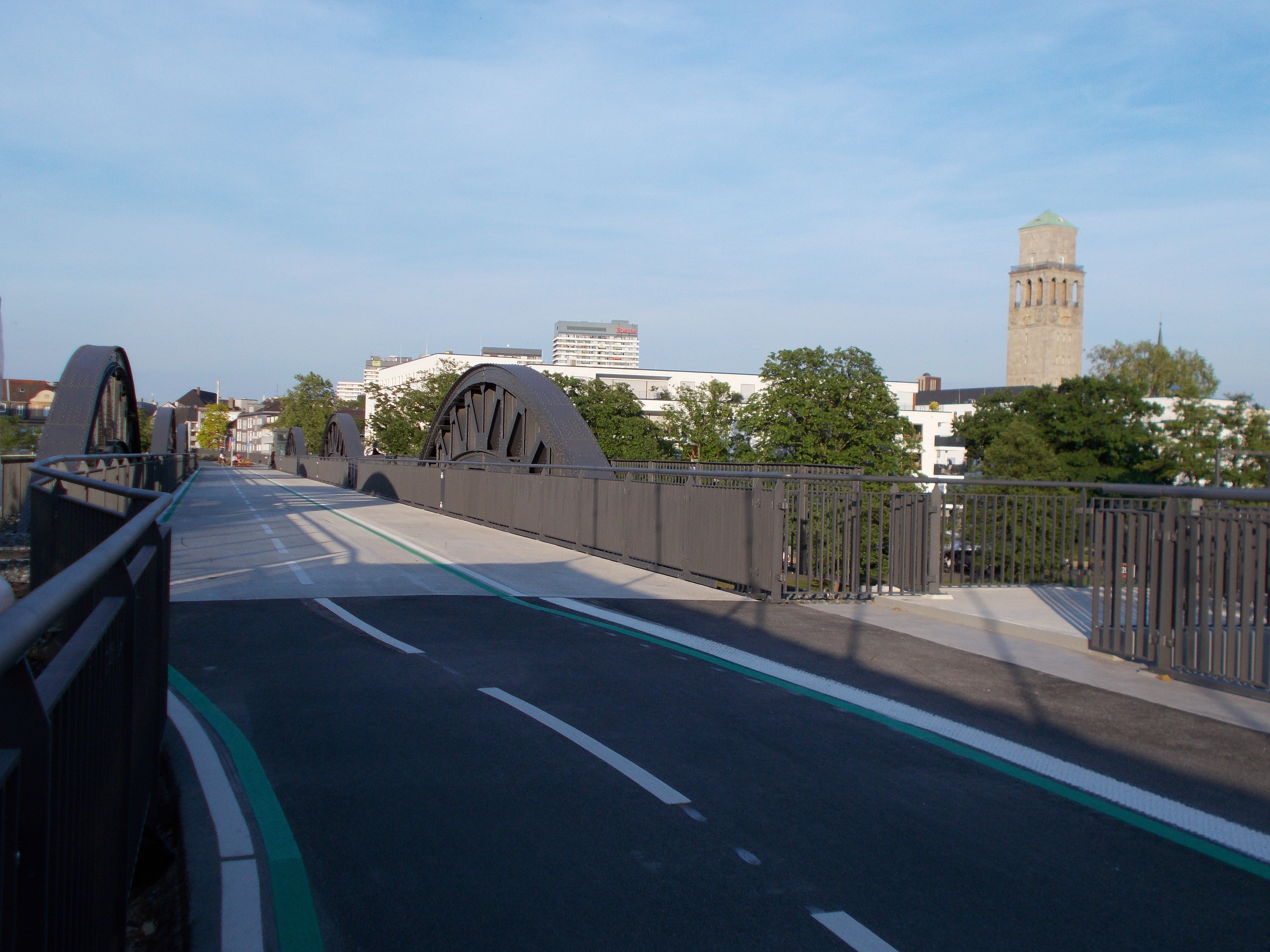
Radschnellweg RS1 über Stadt-Viadukt und die Ruhrbrücke (2019)
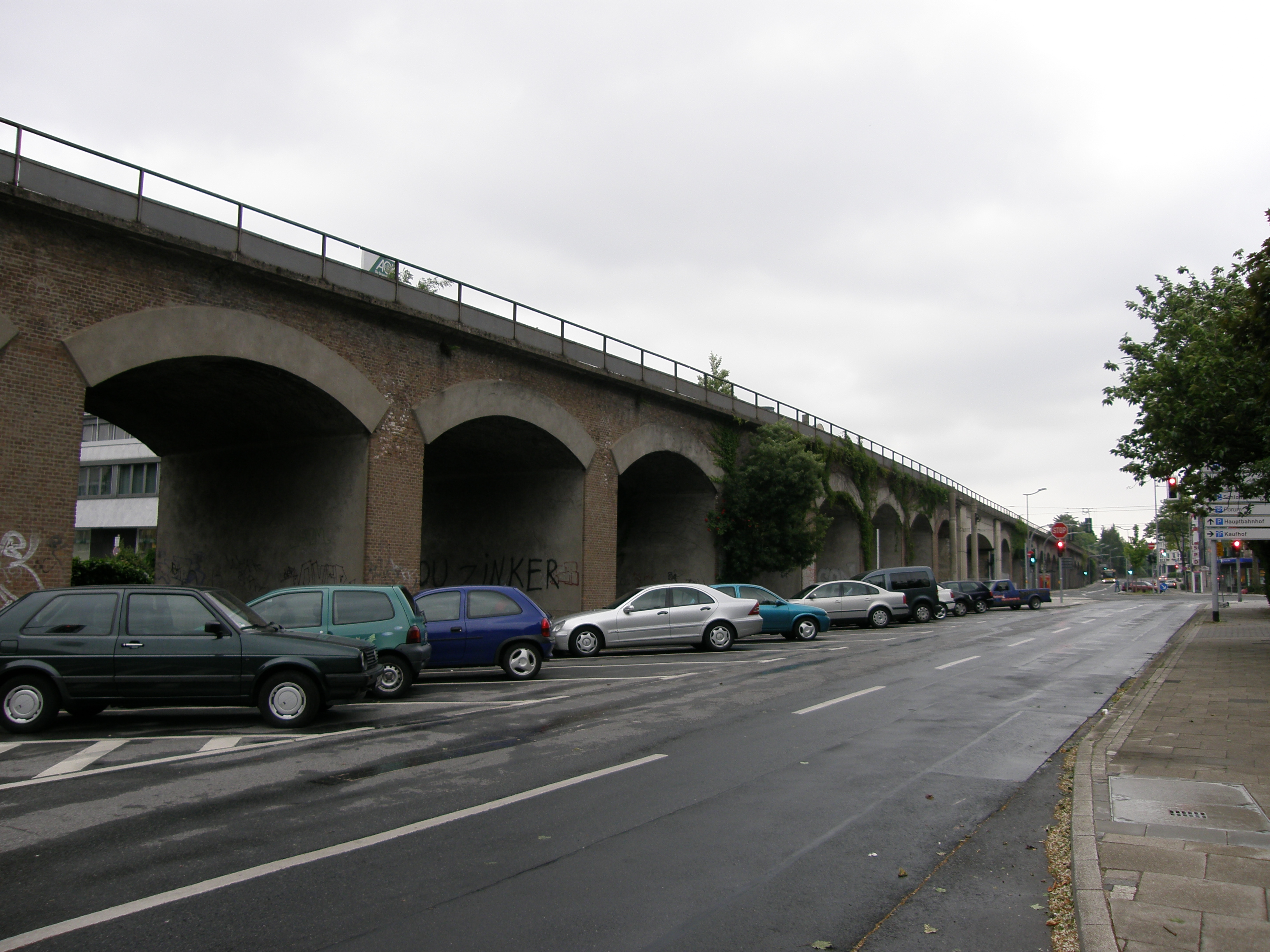
Viadukt auf der Innenstadtseite (2009)